# Agerre (mythologie)
Pour les articles homonymes, voir Agerre.
Agerre ou Aguerre, qui signifie « visible de loin » en basque, est le nom de nombreuses maisons et patronymes basques, mais aussi un lieu de la mythologie basque. 

## Mythologie
L'une de ces maisons se trouve sur la montagne d'Itaundieta à Ataun. C'est sur l'ancien seigneur de cette maison, Jean Aguerre ainsi que sur sa descendance, que pesait la malédiction des génies ou Jentils. Ces derniers habitaient dans la grotte et dans la vieille forteresse située sur le piton rocheux voisin appelé Jentilbaratza (le jardin des Jentil).